# Kosovo je Srbsko

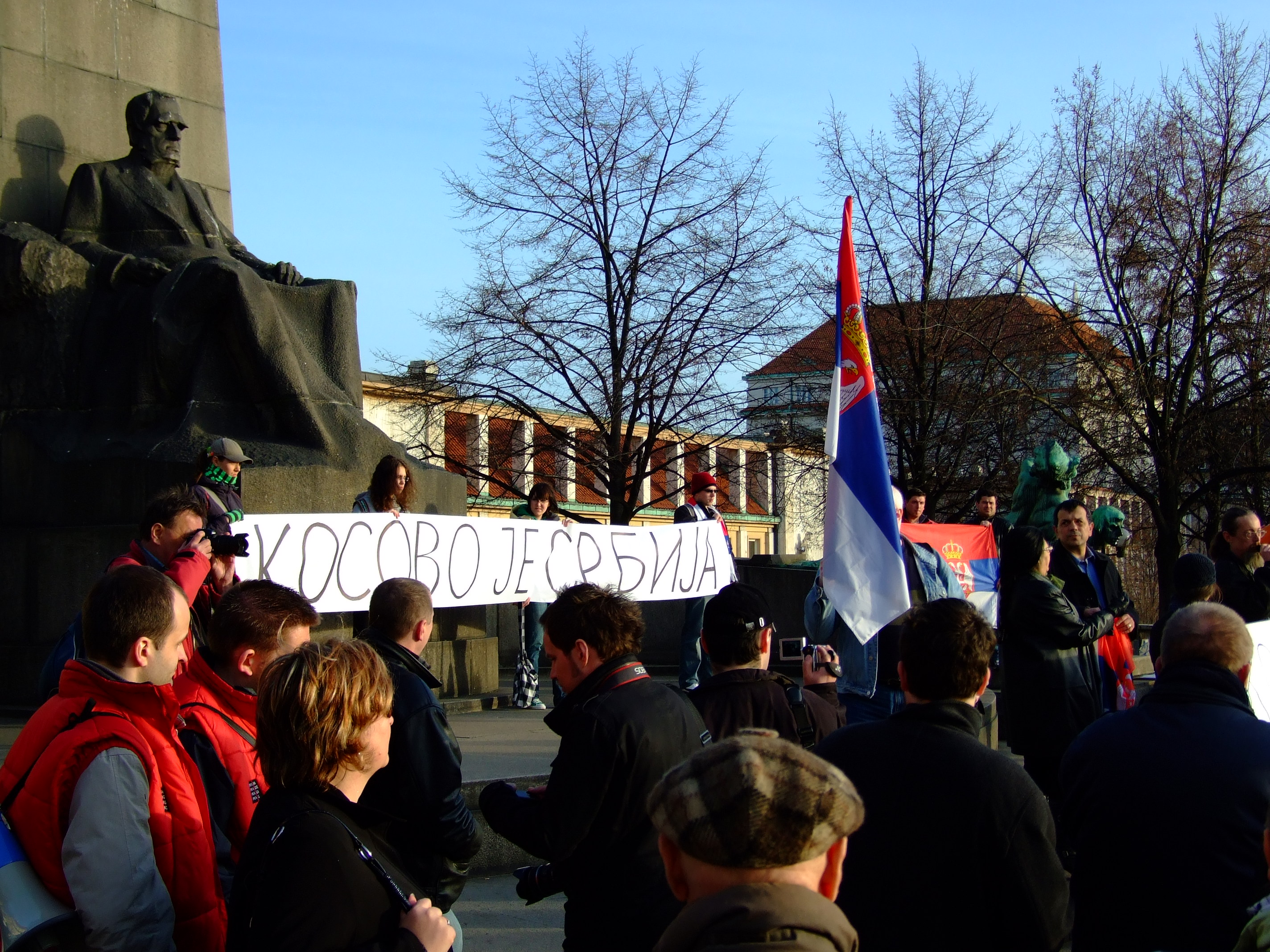
Transparent s heslem na demonstraci v Praze

Kosovo je Srbija (v srbské cyrilici Косово je Србиja, česky Kosovo je Srbsko) je hlavní motto prosrbských protestů proti nezávislosti Kosova. Transparenty s tímto heslem se objevovaly na četných demonstracích Srbů po celém světě; prvním významným použitím tvrzení, kde se na Kosovo poukazuje jako na integrální součást srbského státu, byl velký protest v Bělehradu, kterého se účastnili i srbští politici – byl prezentován právě pod tímto názvem.
21. března 2008 byl srbský plavec Milorad Čavić vyloučen z evropského plaveckého šampionátu poté, co po vítězství v disciplíně oblékl triko s tímto nápisem a porušil tak zásadu, podle které má zůstat sport apolitický ( lhostejný k politice).